# Mistrzostwa Europy w Koszykówce Mężczyzn 1947
Mistrzostwa Europy w Koszykówce 1947 – 5. edycja mistrzostw Europy w koszykówce mężczyzn, które odbyły się w Czechosłowacji w dniach 27 kwietnia – 3 maja 1947 roku. Pierwszy tytuł mistrza Europy zdobyła drużyna Związku Radzieckiego.

## Rezultaty zawodów[1][2]

### Grupa A
| Poz. | Drużyna        | Pkt | Zwycięstwa | Porażki | Zdobyte kosze | Stracone kosze | +/-  |
| ---- | -------------- | --- | ---------- | ------- | ------------- | -------------- | ---- |
| 1    | Czechosłowacja | 6   | 3          | 0       | 208           | 61             | +147 |
| 2    | Polska         | 5   | 2          | 1       | 108           | 106            | +2   |
| 3    | Rumunia        | 4   | 1          | 2       | 107           | 157            | -50  |
| 4    | Holandia       | 3   | 0          | 3       | 84            | 183            | -99  |

| Polska         | 51 : 32 | Rumunia        |
| Czechosłowacja | 93 : 19 | Holandia       |
| Polska         | 40 : 23 | Holandia       |
| Rumunia        | 25 : 64 | Czechosłowacja |
| Holandia       | 42 : 50 | Rumunia        |
| Czechosłowacja | 51 : 17 | Polska         |

### Grupa B
| Poz. | Drużyna    | Pkt | Zwycięstwa | Porażki | Zdobyte kosze | Stracone kosze | +/- |
| ---- | ---------- | --- | ---------- | ------- | ------------- | -------------- | --- |
| 1    | ZSRR       | 4   | 2          | 0       | 112           | 44             | +68 |
| 2    | Węgry      | 3   | 1          | 1       | 83            | 89             | -6  |
| 3    | Jugosławia | 2   | 0          | 2       | 38            | 100            | -62 |

| ZSRR       | 50 : 11 | Jugosławia |
| ZSRR       | 62 : 33 | Węgry      |
| Jugosławia | 27 : 50 | Węgry      |

### Grupa C
| Poz. | Drużyna  | Pkt | Zwycięstwa | Porażki | Zdobyte kosze | Stracone kosze | +/-  |
| ---- | -------- | --- | ---------- | ------- | ------------- | -------------- | ---- |
| 1    | Francja  | 4   | 2          | 0       | 167           | 38             | +129 |
| 2    | Bułgaria | 3   | 1          | 1       | 88            | 80             | +8   |
| 3    | Austria  | 2   | 0          | 2       | 19            | 156            | -137 |

| Bułgaria | 56 : 13 | Austria  |
| Francja  | 100 : 6 | Austria  |
| Francja  | 67 : 32 | Bułgaria |

### Grupa D
| Poz. | Drużyna          | Pkt | Zwycięstwa | Porażki | Zdobyte kosze | Stracone kosze | +/-  |
| ---- | ---------------- | --- | ---------- | ------- | ------------- | -------------- | ---- |
| 1    | Królestwo Egiptu | 6   | 3          | 0       | 193           | 92             | +101 |
| 2    | Belgia           | 5   | 2          | 1       | 183           | 78             | +105 |
| 3    | Włochy           | 4   | 1          | 2       | 119           | 92             | +27  |
| 4    | Albania          | 3   | 0          | 3       | 45            | 278            | -233 |

| Włochy           | 60 : 15  | Albania          |
| Belgia           | 35 : 46  | Królestwo Egiptu |
| Belgia           | 114 : 11 | Albania          |
| Królestwo Egiptu | 43 : 38  | Włochy           |
| Albania          | 19 : 104 | Królestwo Egiptu |
| Włochy           | 21 : 34  | Belgia           |

### Runda półfinałowa

#### Drużyny przegrane

##### Grupa 4
| Poz. | Drużyna    | Pkt | Zwycięstwa | Porażki | Zdobyte kosze | Stracone kosze | +/- |
| ---- | ---------- | --- | ---------- | ------- | ------------- | -------------- | --- |
| 1    | Włochy     | 3   | 1          | 1       | 93            | 72             | +21 |
| 2    | Holandia   | 3   | 1          | 1       | 65            | 66             | -1  |
| 3    | Jugosławia | 3   | 1          | 1       | 65            | 85             | -20 |

| Włochy     | 59 : 33 | Jugosławia |
| Włochy     | 34 : 39 | Holandia   |
| Jugosławia | 32 : 26 | Holandia   |

##### Grupa 3
| Poz. | Drużyna | Pkt | Zwycięstwa | Porażki | Zdobyte kosze | Stracone kosze | +/-  |
| ---- | ------- | --- | ---------- | ------- | ------------- | -------------- | ---- |
| 1    | Rumunia | 4   | 2          | 0       | 142           | 42             | +100 |
| 2    | Austria | 3   | 1          | 1       | 67            | 96             | -29  |
| 3    | Albania | 2   | 0          | 2       | 46            | 117            | -71  |

| Austria | 23 : 69 | Rumunia |
| Albania | 19 : 73 | Rumunia |
| Albania | 27 : 44 | Austria |

#### Drużyny zwycięskie

##### Grupa 2
| Poz. | Drużyna          | Pkt | Zwycięstwa | Porażki | Zdobyte kosze | Stracone kosze | +/- |
| ---- | ---------------- | --- | ---------- | ------- | ------------- | -------------- | --- |
| 1    | ZSRR             | 6   | 3          | 0       | 137           | 74             | +63 |
| 2    | Królestwo Egiptu | 5   | 2          | 1       | 135           | 112            | +23 |
| 3    | Polska           | 4   | 1          | 2       | 78            | 115            | -37 |
| 4    | Bułgaria         | 3   | 0          | 3       | 89            | 138            | -49 |

| Polska           | 28 : 52 | Królestwo Egiptu |
| ZSRR             | 55 : 24 | Bułgaria         |
| ZSRR             | 46 : 32 | Królestwo Egiptu |
| Bułgaria         | 27 : 32 | Polska           |
| Królestwo Egiptu | 51 : 38 | Bułgaria         |
| Polska           | 18 : 36 | ZSRR             |

##### Grupa 1
| Poz. | Drużyna        | Pkt | Zwycięstwa | Porażki | Zdobyte kosze | Stracone kosze | +/- |
| ---- | -------------- | --- | ---------- | ------- | ------------- | -------------- | --- |
| 1    | Czechosłowacja | 6   | 3          | 0       | 116           | 99             | +17 |
| 2    | Belgia         | 5   | 2          | 1       | 86            | 85             | +1  |
| 3    | Francja        | 4   | 1          | 2       | 93            | 100            | -7  |
| 4    | Węgry          | 3   | 0          | 3       | 116           | 127            | -11 |

| Węgry          | 48 : 52 | Czechosłowacja |
| Francja        | 26 : 27 | Belgia         |
| Belgia         | 30 : 27 | Węgry          |
| Francja        | 22 : 32 | Czechosłowacja |
| Węgry          | 41 : 45 | Francja        |
| Czechosłowacja | 32 : 29 | Belgia         |

### Runda finałowa
Mecz o miejsca 13/14:
| Jugosławia | 90 : 13 | Albania |

Mecz o miejsca 11/12:
| Holandia | 54 : 33 | Austria |

Mecz o miejsca 9/10:
| Włochy | 55 : 39 | Rumunia |

Mecz o miejsca 7/8:
| Węgry | 59 : 29 | Bułgaria |

Mecz o miejsca 5/6:
| Francja | 62 : 29 | Polska |

Mecz o brązowy medal:
| Królestwo Egiptu | 50 : 48 | Belgia |

Mecz o Mistrzostwo Europy:
| ZSRR | 56 : 37 | Czechosłowacja |

### Medaliści
ZSRR: Otar Korkia, Stepas Butautas, Joann Lõssow, Nodar Dzordzikia, Ilmar Kullam, Anatolij Koniew, Jewgienij Aleksiejew, Aleksander Moisejew, Justinas Lagunavičius, Kazimieras Petkevičius, Jurij Uszakow, Vytautas Kulakauskas, Wasilij Kołpakow, Siergiej Tarasow (Trener: Pavel Tsetlin).
  Czechosłowacja: Ivan Mrázek, Miloš Bobocký, Jiří Drvota, Josef Ezr, Jan Kozák, Gustav Hermann, Miroslav Vondráček, Ladislav Trpkoš, Karel Bělohradský, Miroslav Dostál, Milan Fraňa, Václav Krása, Josef Toms, Emil Velenský (Trener: Josef Fleischlinger).
  Egipt: Youssef Mohammed Abbas, Fouad Abdelmeguid el-Kheir, Guido Acher, Maurice Calife, Gabriel Armand "Gaby" Catafago, Abdelrahman Hafez Ismail, Zaki Selim Harari, Hassan Moawad, Hussein Kamel Montasser, Wahid Chafik Saleh, Albert Fahmy Tadros, Zaki Yehia.

## Zestawienie końcowe drużyn
| Miejsce | Drużyna        |
| ------- | -------------- |
|         | ZSRR           |
|         | Czechosłowacja |
|         | Egipt          |
| 4       | Belgia         |
| 5       | Francja        |
| 6       | Polska         |
| 7       | Węgry          |
| 8       | Bułgaria       |
| 9       | Włochy         |
| 10      | Rumunia        |
| 11      | Holandia       |
| 12      | Austria        |
| 13      | Jugosławia     |
| 14      | Albania        |